# 317小隊
317小隊 (フランス語: La 317ème section、英：The 317th Platoo）は、1965年に公開されたフランスの白黒戦争映画。